# Sybra triangularis
Sybra triangularis es una especie de escarabajo del género Sybra, familia Cerambycidae. Fue descrita científicamente por Pascoe en 1865.
Habita en Indonesia. Esta especie mide 6,75 mm.